# 心叶香草
心叶香草（学名：Lysimachia cordifolia）为报春花科珍珠菜属的植物，是中国的特有植物。分布在中国大陆的云南等地，生长于海拔2,000米至3,000米的地区，多生长在林下及灌丛中，目前尚未由人工引种栽培。